# DJ Kool Herc
Clive Campbell, bekend als DJ Kool Herc (Kingston, 16 april 1955), is een Jamaicaans-Amerikaans dj en een pionier van de hiphop.
Clive Campbell (alias Kool Herc) verhuisde in 1967 op 12-jarige leeftijd vanuit Jamaica naar The Bronx in New York. Daar werd hij door zijn vrienden 'Hercules' genoemd en dat kortte hij zelf af als 'Herc'. Hij was een beetje bekend met de Jamaicaanse muziek en begon het op zijn eigen manier zelf te maken. Zijn vrienden maakten simpele beats en hij rapte er onder, ook mixte hij twee bestaande platen zodat je een mooie beat onder een nummer krijgt.
DJ Kool Herc organiseerde op 11 augustus 1973 een "Back to school jam" in het flatgebouw dat staat op 1520 Sedgwick Avenue. Dit feest geldt als de eerste hiphop party ooit, al zijn er meer claims. In elk geval werden er die zomer nog veel feesten gehouden in de Bronx.
DJ Kool Herc inspireerde Afrika Bambaataa en Grandmaster Flash halverwege de jaren zeventig tot het organiseren van de zogenaamde block parties (wijkfeesten).
- Bibsys: 5025077
- Gemeinsame Normdatei: 1106340760
- International Standard Name Identifier: 0000 0003 8397 0004
- Library of Congress Control Number: no2006107543
- MusicBrainz: 8ecc4c7e-9482-4557-bf0f-d74783a9e670
- Nationale bibliotheek van Australië: 40652164
- Système universitaire de documentation: 158942329
- Trove: 1448550
- Virtual International Authority File: 168149196272774790814